# Dolní Nemojov
Dolní Nemojov (německy Nieder Nemaus) je část obce Nemojov v okrese Trutnov. Nachází se na jihu Nemojova. V roce 2014 zde bylo evidováno 185 adres. V roce 2001 zde trvale žilo 317 obyvatel.
Dolní Nemojov je také název katastrálního území o rozloze 1,72 km2.